# Tyrrell 018
Chronologie des modèles (1989-1990)
Tyrrell 017B Tyrrell 019
La Tyrrell 018, est la monoplace de Formule 1 conçue par l'écurie britannique Tyrrell Racing dans le cadre du championnat du monde de Formule 1 1989, à partir du Grand Prix de Saint-Marin, la deuxième épreuve de la saison. Elle est pilotée par le Britannique Jonathan Palmer et l'Italien Michele Alboreto, remplacé par le Français Jean Alesi, puis par le Britannique Johnny Herbert.
En 1990, la Tyrrell 018 est alignée pour les deux premières manches du championnat et est confiée au Japonais Satoru Nakajima et au Français Jean Alesi.

## Historique

### Saison 1989
La Tyrrell 018 fait ses débuts en compétition lors du Grand Prix de Saint-Marin, deuxième manche du championnat du monde de Formule 1 1989. Conçue par Harvey Postlethwaite et Jean-Claude Migeot, elle se distingue par sa monocoque en fibre de carbone dépourvue de carrosserie extérieure, de larges pontons et une suspension avant composé d'un seul amortisseur sur lequel s'immiscent un mini-basculeur et deux poussoirs. La 018 arbore enfin une livrée bleue nuit. À Saint-Marin, un seul exemplaire de la 018 est disponible et confié à Michele Alboreto, tandis que Jonathan Palmer conserve la 017B. Or, la nouvelle monoplace sous-vire fortement et ne permet pas à l'Italien de se qualifier, au contraire de son équipier, qui obtient la vingt-cinquième place sur la grille. Pour la course, Palmer récupère la 018, dont la tenue de route a été améliorée par les mécaniciens la nuit précédant l'épreuve, et termine sixième, à un tour du vainqueur Ayrton Senna (McLaren),.
À Monaco, Ken Tyrrell, le patron de l'écurie confie la 018 à Palmer et laisse un exemplaire de la 017B à Alboreto. Cependant, ce dernier refuse de se rendre en piste tant que son équipe ne lui alloue pas une nouvelle voiture, puisqu'il juge la 017B trop étroite et insuffisamment compétitive. Finalement, un châssis 018 arrive en provenance de l'usine basée à Ockham, mais nécessite toute la journée du jeudi pour son assemblage. Ainsi, seul Palmer tourne lors de la première journée de Grand Prix lors duquel Alboreto marque les points de la cinquième place,.
Lors de la manche suivante, au Mexique, Alboreto se qualifie en septième position, soit la meilleure performance de Tyrrell dans cet exercice depuis 1983, et termine troisième de la course, soit le premier podium de l'écurie depuis le Grand Prix des Etats-Unis Est 1983, lors duquel Alboreto avait remporté la course,,. Au Canada, les deux pilotes abandonnent, mais Palmer réalise le meilleur tour en course, le vingtième et dernier de l'histoire de Tyrrell en Formule 1,.
Peu avant le Grand Prix de France, Tyrrell signe un partenariat commercial avec le cigarettier Camel. Alboreto étant soutenu par le concurrent Philip Morris, et en froid avec Ken Tyrrell, négocie un baquet avec Benetton Formula, ce qui lui vaut d'être remplacé par le novice français Jean Alesi. Au volant d'une monoplace arborant une nouvelle livrée bleue et jaune, il termine quatrième pour son premier Grand Prix de Formule et reçoit les félicitations d'Alain Prost. À l'issue de la course, il déclare : « La Tyrrell me paraît une bonne voiture, j'en ai tiré le maximum. Après tout, ce n'est pas si difficile que ça, la Formule 1. Je ne me sens même pas fatigué. Tyrrell m'avait demandé de finir. Au fond, avec un peu de chance, j'aurais pu finir sur le podium ». Le Français signe alors un contrat d'une saison et demie avec l'écurie britannique.
En Belgique, Alesi, également engagé en championnat international de Formule 3000, préfère défendre sa première place dans cette catégorie et est remplacé par le Britannique Johnny Herbert. Il retrouve son baquet en Italie, où il franchit l’arrivée en cinquième position. Herbert remplace à nouveau Alesi au Portugal, mais, atteint d'une grippe, il échoue à se qualifier quand Jonathan Palmer, dont le baquet est menacé, termine sixième,. Alesi, fort de son titre de champion de Formule 3000, reprend son volant jusqu'à la fin de la saison et marque les points de la quatrième place au Grand Prix d'Espagne.
Au terme de cette saison, l'écurie Tyrrell Racing termine cinquième du championnat du monde des constructeurs avec 16 points. Jean Alesi est neuvième du championnat du monde des pilotes avec 8 points et Michele Alboreto est treizième avec 6 points, tandis que Jonathan Palmer, avec deux points, se classe vingt-cinquième.

### Saison 1990
La Tyrrell 018 est engagée pour les deux premières manches du championnat du monde de Formule 1 1990. Elle arbore désormais une livrée bleue et blanche, aux couleurs de deux nouveaux commanditaires, Epson et PIAA, et est chaussée de pneumatiques Pirelli. En outre, Jonathan Palmer est remplacé par le Japonais Satoru Nakajima.
Jean Alesi s'illustre particulièrement lors de la première épreuve de la saison, disputée aux États-Unis : qualifié quatrième, le Français prend la tête de la course à l'issue du premier tour et conserve la première place pendant 34 tours à l'issue desquels il est dépassé par Ayrton Senna. Contraint d'économiser ses pneumatiques, il ne cherche pas à reprendre sa position et termine deuxième de l'épreuve. De son côté, Satoru Nakajima franchit l’arrivée en sixième position,.
La 018 est remplacée par la Tyrrell 019 à partir du Grand Prix de Saint-Marin, troisième manche du championnat.

## Résultats en championnat du monde de Formule 1
| Saison | Écurie                      | Moteur               | Pneus    | Pilotes          | Courses | Courses | Courses | Courses | Courses | Courses | Courses | Courses | Courses | Courses | Courses | Courses | Courses | Courses | Courses | Courses | Points inscrits | Classement |
| Saison | Écurie                      | Moteur               | Pneus    | Pilotes          | 1       | 2       | 3       | 4       | 5       | 6       | 7       | 8       | 9       | 10      | 11      | 12      | 13      | 14      | 15      | 16      | Points inscrits | Classement |
| ------ | --------------------------- | -------------------- | -------- | ---------------- | ------- | ------- | ------- | ------- | ------- | ------- | ------- | ------- | ------- | ------- | ------- | ------- | ------- | ------- | ------- | ------- | --------------- | ---------- |
| 1989   | Tyrrell Racing Organisation | Ford-Cosworth DFR V8 | Goodyear |                  | BRÉ     | SMR     | MON     | MEX     | USA     | CAN     | FRA     | GBR     | ALL     | HON     | BEL     | ITA     | POR     | ESP     | JAP     | AUS     | 16*             | 5e         |
| 1989   | Tyrrell Racing Organisation | Ford-Cosworth DFR V8 | Goodyear | Jonathan Palmer  |         | 6e      | 9e      | Abd     | 9e      | Abd     | 10e     | Abd     | Abd     | 13e     | 14e     | Abd     | 6e      | 10e     | Abd     | Nq      | 16*             | 5e         |
| 1989   | Tyrrell Racing Organisation | Ford-Cosworth DFR V8 | Goodyear | Michele Alboreto |         | Nq      | 5e      | 3e      | Abd     | Abd     |         |         |         |         |         |         |         |         |         |         | 16*             | 5e         |
| 1989   | Tyrrell Racing Organisation | Ford-Cosworth DFR V8 | Goodyear | Jean Alesi       |         |         |         |         |         |         | 4e      | Abd     | 10e     | 9e      |         | 5e      |         | 4e      | Abd     | Abd     | 16*             | 5e         |
| 1989   | Tyrrell Racing Organisation | Ford-Cosworth DFR V8 | Goodyear | Johnny Herbert   |         |         |         |         |         |         |         |         |         |         | Abd     |         | Nq      |         |         |         | 16*             | 5e         |
| 1990   | Tyrrell Racing Organisation | Ford-Cosworth DFR V8 | Pirelli  |                  | USA     | BRÉ     | SMR     | MON     | CAN     | MEX     | FRA     | GBR     | ALL     | HON     | BEL     | ITA     | POR     | ESP     | JAP     | AUS     | 16**            | 5e         |
| 1990   | Tyrrell Racing Organisation | Ford-Cosworth DFR V8 | Pirelli  | Satoru Nakajima  | 6e      | 8e      |         |         |         |         |         |         |         |         |         |         |         |         |         |         | 16**            | 5e         |
| 1990   | Tyrrell Racing Organisation | Ford-Cosworth DFR V8 | Pirelli  | Jean Alesi       | 2e      | 7e      |         |         |         |         |         |         |         |         |         |         |         |         |         |         | 16**            | 5e         |

Légende : ici 

* Aucun point marqué en 1989 avec la Tyrrell 017B.

** 9 points marqués en 1990 avec la Tyrrell 019.